# Thomas Kingos Sogn

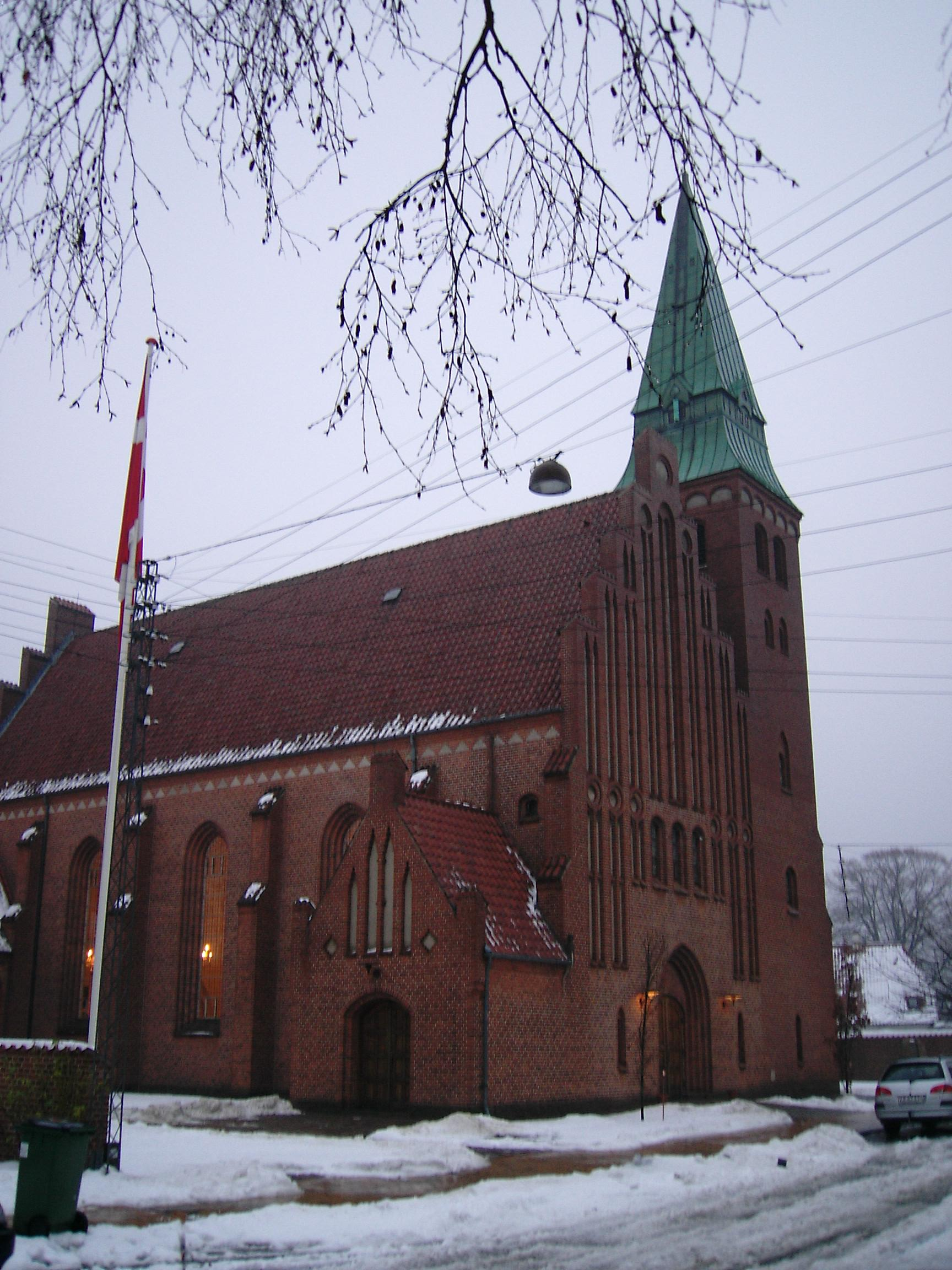
Thomas Kingos Kirke

Thomas Kingos Sogn (benannt nach dem Bischof Thomas Kingo) ist eine Kirchspielsgemeinde (dän.: Sogn) im Zentrum von Odense auf der Insel Fyn (dt.: Fünen) im südlichen Dänemark.
Bis 1970 gehörte sie zur Harde Odense Herred im damaligen Odense Amt, danach zur Odense Kommune im
Fyns Amt, die im Zuge der  Kommunalreform zum 1. Januar 2007 Teil der Region Syddanmark geworden ist.
Von den 182.387 Einwohnern von Odense leben 8154 in  Thomas Kingos Kirchspiel (Stand: 1. Januar 2023). Im Kirchspiel liegt die Kirche „Thomas Kingos Kirke“.
Nachbargemeinden sind im Norden Sankt Knuds Sogn, im Osten Munkebjerg Sogn, im Süden Hjallese Sogn und im Westen Ansgars Sogn.